# (1386) Storeria
(1386) Storeria est un astéroïde de la ceinture principale d'astéroïdes, découvert le 28 juillet 1935 par Grigori Néouïmine à l'observatoire de Simeïz. Ses désignations temporaires sont 1935 PA et 1975 RF.
Il est nommé d'après Norman Wyman Storer, professeur d'astronomie à l'université du Kansas.